# Конгиарий

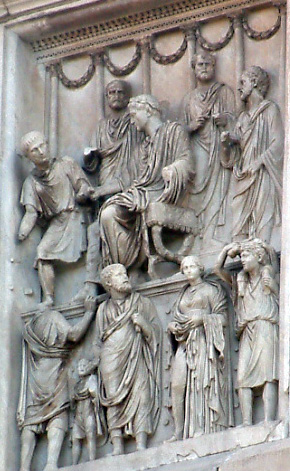
Рельеф с Триумфальной арки Константина: раздача денег народу

Конгиа́рий (лат. congiarium от лат. congius — конгий, мера объёма жидких тел, дословно «кувшин») — определённое количество продуктов (масла, вина, зерна), которые в известных случаях (нерегулярно) выдавались римским гражданам; впоследствии был заменён деньгами. Денежные раздачи воинам, как правило, назывались иным термином — донатив (лат. donativum), но в некоторых случаях также конгиарием. Не следует смешивать конгиарий с регулярными раздачами зерна в рамках cura Annonae.

## История
В культуре Древнего Рима щедрость (лат. liberalitas) была одной из очень почитаемых добродетелей и качеством, позволяющим политическому деятелю добиться популярности. Согласно Луке Туйскому, первым конгиарий раздал (воинам) в честь своего воцарения ещё полулегендарный Нума Помпилий. В период республики раздачи производили магистраты и кандидаты в магистраты. Самый ранний случай раздачи масла (эдилами Марком Корнелием Цетегом и Публием Корнелием Сципионом) зафиксирован Титом Ливием под 213 годом до н. э. Лукулл после возвращения из восточного похода раздал народу 100 000 бочонков вина.
В эпоху принципата система раздач денег и подарков римскому плебсу достигает расцвета. Денежные раздачи устраивались в связи с каким-либо важным событием в жизни принцепса или его годовщиной: приходом к власти, рождением ребёнка, триумфом по случаю одержанной на войне победы. На монетах этого периода часто изображается раздача конгиария гражданам лично принцепсом, а их легенда включает слово CONGIARIVM или (чаще) LIBERALITAS, к которому нередко добавляется число I., II., III. и до VIII., показывающее, сколько раз каждый император проявил щедрость. Щедрость персонифицируется в образе женщины, держащей в одной руке квадратную табличку с ручкой и нанесённым списком раздачи, а в другой — символический рог изобилия.

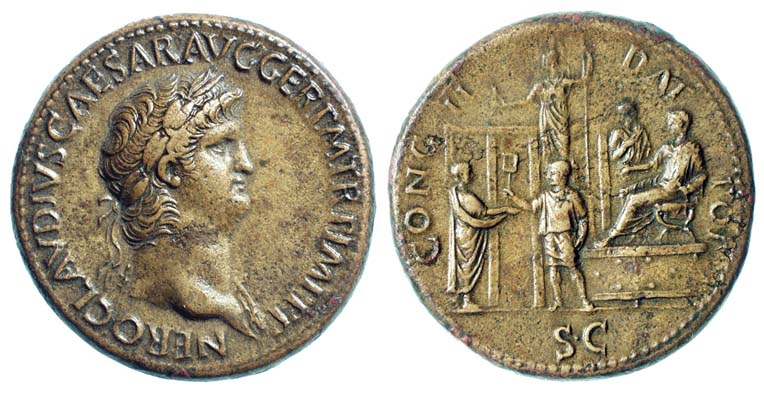
Сестерций Нерона с надписью CONG(IARIA) II DAT(A) POP(VLO) S(ENATVS)C(ONSVLTVM)
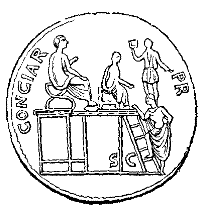
Прорисовка сестерция Нервы с надписью CONGIAR(IVM) PR(IMVM) S(ENATVS)C(ONSVLTVM)
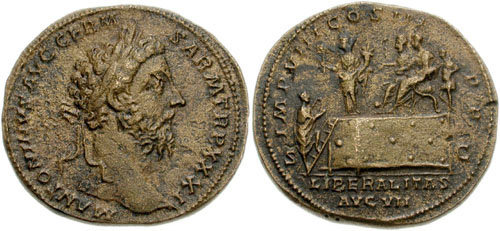
Сестерций Марка Аврелия с надписью IMP(ERATOR) VIII CO(N)S(VL) III […] LIBERALITAS VII
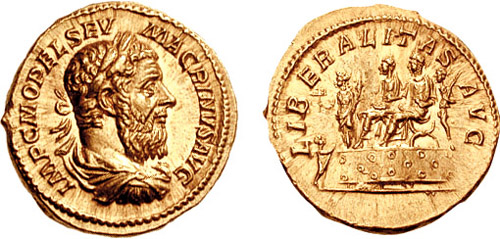
Аурей Макрина с надписью LIBERALITAS AVG(VSTORVM)

## Размеры раздач
В Риме
1 кг хлеба — 1/10 денария
1 кг говядины — 1/4 денария
1 кг рыбы — 1/4 денария
1 кг овощей — 1/10—1/7 денария
1 кг фруктов — 1/10 денария
1 л вина — 1/10—1/5 денария
1 га земли в Италии — 500—1000 денариев
Крупная мастерская — 2—3 тыс. денариев в год
Особняк в центре Рима — 20—50 тыс. денариев
В провинциях цены были в 3—5 раз ниже

Минимальный набор продовольственных и непродовольственных товаров и услуг для взрослого мужчины, живущего в городе, стоил 15 (в Риме — 50) денариев в год. Годовой доход неквалифицированного городского работника составлял 75—225 денариев в год, сельского — 50—150 денариев в год.
- Октавиан Август: 300 сестерциев (по завещанию Юлия Цезаря), 400 сестерциев (трижды, не менее 250 000 получателей каждая), 60 денариев (дважды, 320 000 и 200 000 получателей), 1000 сестерциев (в колониях ветеранов, около 120 000 получателей)[10]
- Тиберий: 300 сестерциев[11]
- Калигула: 300 сестерциев (дважды)[12]
- Нерон: 400 сестерциев (дважды)[13]
- Домициан: 300 сестерциев (трижды)[14]
- Нерва: 75 денариев[15]
- Траян: 75 сестерциев (дважды), 500 сестерциев (в честь победы над Дакией)[16]
- Адриан: 3 аурея после провозглашения императором и 6 ауреев после прибытия в Рим[2]
- Антонин Пий: 100 денариев (в честь свадьбы Марка Аврелия и Фаустины Младшей)[17]
- Коммод: 725 денариев[18]
- Пертинакс: 100 денариев[19]
- Аврелиан: 500 денариев за три раздачи (200 000 получателей)[20]

Расходы на выплаты конгиария достигали огромных значений: Август за своё долгое правление потратил на эту статью в общей сложности 385 миллионов сестерциев, Тиберий — 156 миллионов, Клавдий — свыше 100 миллионов, Домициан — от 135 до 180 миллионов. Во II веке расходы значительно увеличились, что отражало инфляционные процессы в экономике империи. Для Адриана эта сумма оценивается в 540 миллионов сестерциев, для Антонина Пия — 640 миллионов, для Марка Аврелия — 680 миллионов. При этом годовой размер доходной части центрального бюджета империи (без учёта доходов местных администраций) составлял 750 миллионов сестерциев в I веке и до 1 миллиарда сестерциев после значительного повышения налогов при Веспасиане (до середины II века).